# Vidin Apostolov
Vidin Apostolov (bulharskou cyrilicí Виден Апостолов) (17. října 1941 Novi Iskăr – 13. listopadu 2020, Plovdiv) byl bulharský fotbalista, obránce.

## Fotbalová kariéra
Celkem za bulharskou reprezentaci nastoupil v letech 1962–1974 ve 22 utkáních a dal 3 góly. Byl členem bulharské reprezentace na Mistrovství světa ve fotbale 1966, ale v utkání nenastoupil a zůstal jen mezi náhradníky. V bulharské lize hrál za Lokomotiv Sofia, Botev Plovdiv a Trakii Plovdiv. V roce 1967 vyhrál s Botevem Plovdiv bulharskou ligu a v roce 1962 bulharský pohár. V Poháru mistrů evropských zemí nastoupil ve 2 utkáních, v Poháru vítězů pohárů nastoupil v 6 utkáních a dal 1 gól a v Poháru UEFA nastoupil ve 3 utkáních.

## Ligová bilance
| Ročník                                | Zápasy | Góly | Klub           |
| ------------------------------------- | ------ | ---- | -------------- |
| 1. bulharská fotbalová liga 1959/1960 | 15     | 1    | Slavia Sofia   |
| 1. bulharská fotbalová liga 1960/1961 | -      | -    | Botev Plovdiv  |
| 1. bulharská fotbalová liga 1961/1962 | -      | -    | Botev Plovdiv  |
| 1. bulharská fotbalová liga 1962/1963 | -      | -    | Botev Plovdiv  |
| 1. bulharská fotbalová liga 1963/1964 | -      | -    | Botev Plovdiv  |
| 1. bulharská fotbalová liga 1964/1965 | -      | -    | Botev Plovdiv  |
| 1. bulharská fotbalová liga 1965/1966 | -      | -    | Botev Plovdiv  |
| 1. bulharská fotbalová liga 1966/1967 | -      | -    | Botev Plovdiv  |
| 1. bulharská fotbalová liga 1967/1968 | -      | -    | Trakia Plovdiv |
| 1. bulharská fotbalová liga 1968/1969 | -      | -    | Trakia Plovdiv |
| 1. bulharská fotbalová liga 1969/1970 | -      | -    | Trakia Plovdiv |
| 1. bulharská fotbalová liga 1970/1971 | -      | -    | Trakia Plovdiv |
| 1. bulharská fotbalová liga 1971/1972 | -      | -    | Trakia Plovdiv |
| 1. bulharská fotbalová liga 1972/1973 | -      | -    | Trakia Plovdiv |
| 1. bulharská fotbalová liga 1973/1974 | -      | -    | Trakia Plovdiv |
| 1. bulharská fotbalová liga 1974/1975 | -      | -    | Trakia Plovdiv |
| 1. bulharská fotbalová liga 1975/1976 | -      | -    | Trakia Plovdiv |
| CELKEM 1. liga                        | -      | -    |                |